# Ибаити
Ибаити (порт. Ibaiti) — муниципалитет в Бразилии, входит в штат Парана. Составная часть мезорегиона Север Пиунейру-Паранаэнси. Входит в экономико-статистический микрорегион Ибаити. Население составляет 26 760 человек на 2006 год. Занимает площадь 896,846 км². Плотность населения — 29,8 чел./км².

## История
Город основан 10 октября 1947 года.

## Статистика
- Валовой внутренний продукт на 2003 год составляет 141 750 627,00 реалов (данные: Бразильский институт географии и статистики).
- Валовой внутренний продукт на душу населения на 2003 год составляет 5325,57 реалов (данные: Бразильский институт географии и статистики).
- Индекс развития человеческого потенциала на 2000 год составляет 0,687 (данные: Программа развития ООН).

## География
Климат местности: субтропический. В соответствии с классификацией Кёппена, климат относится к категории Cfa.